# Richard Gerstl

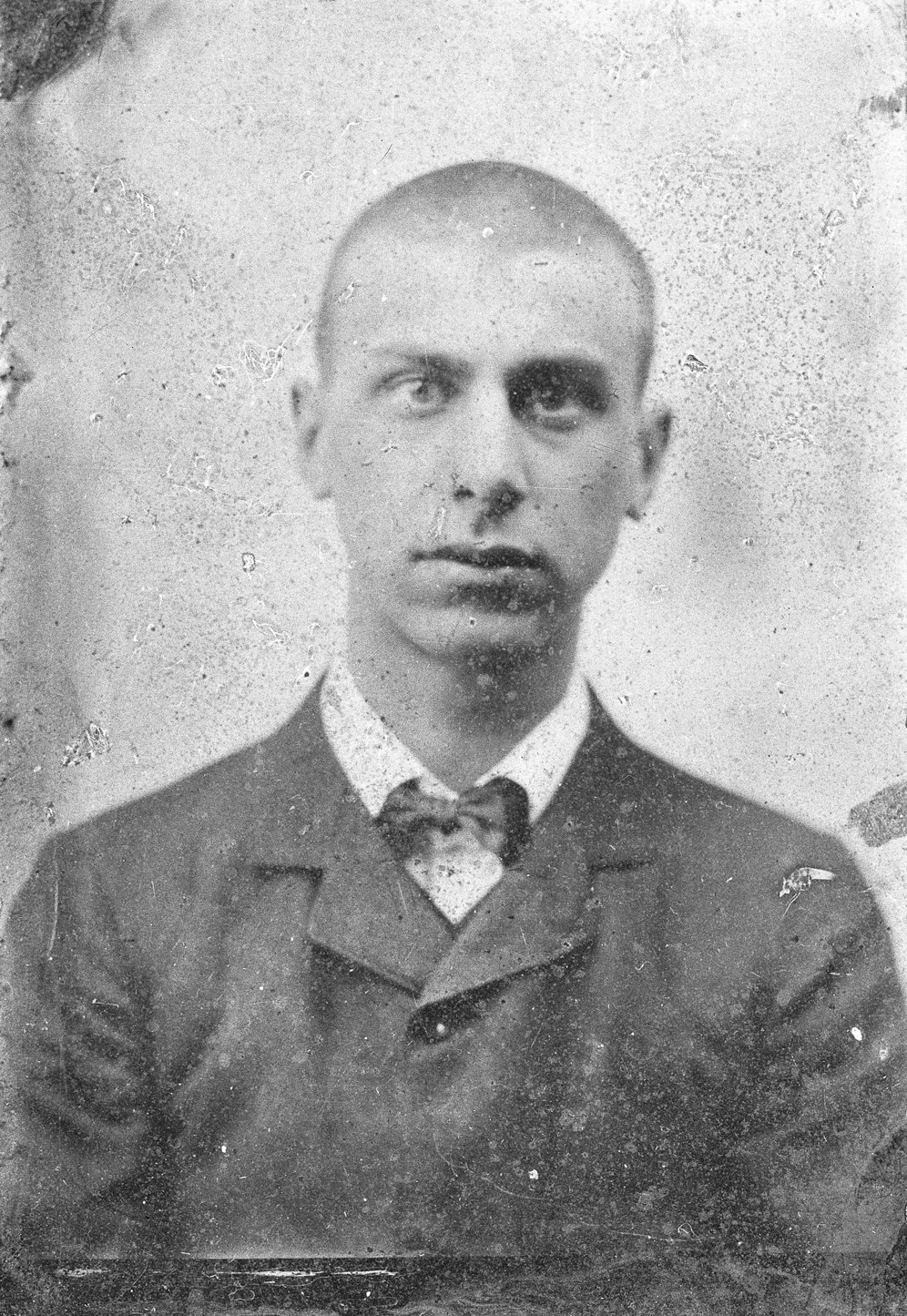
Richard Gerstl, 1902

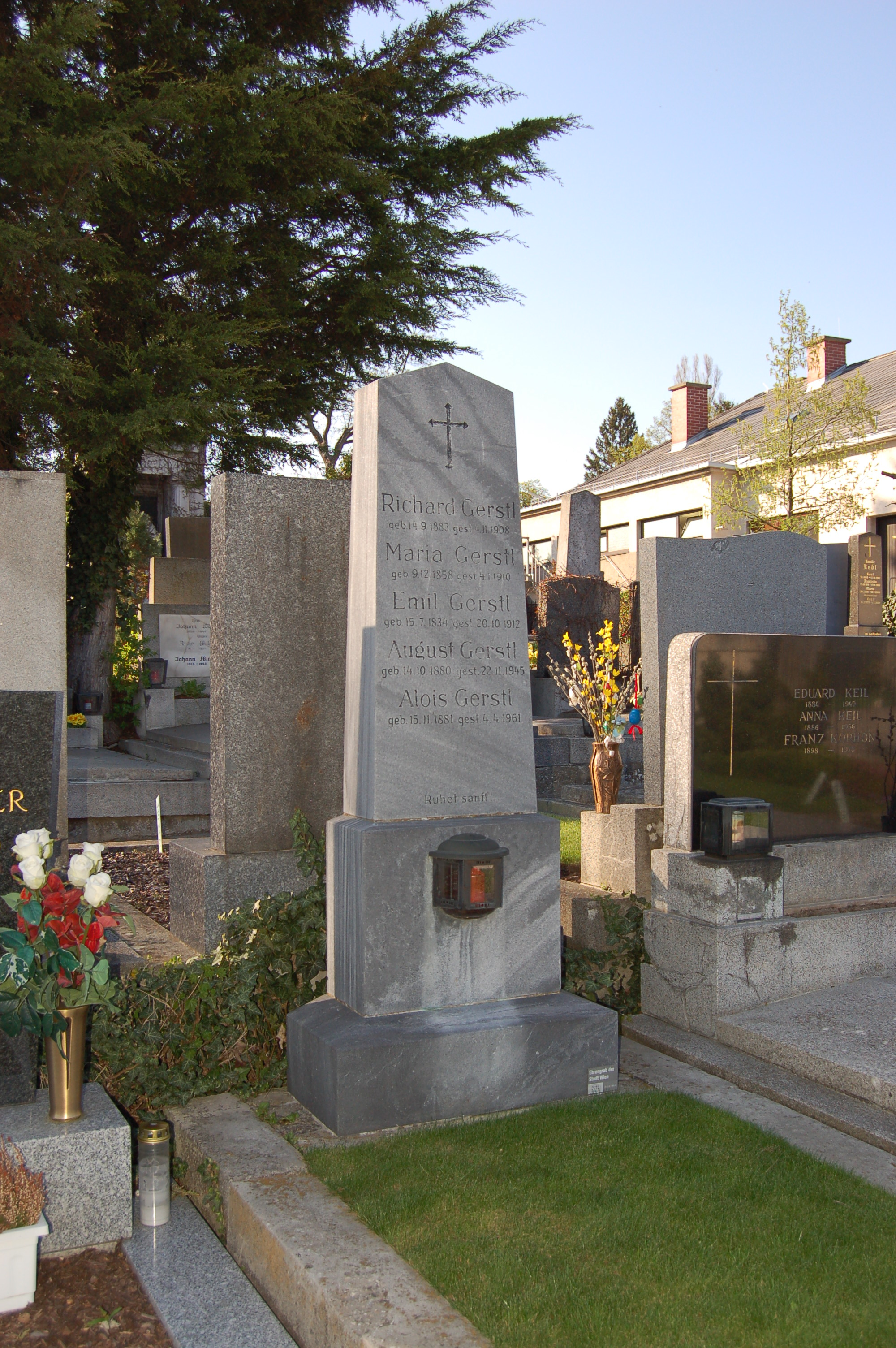
Grabstätte auf dem Sieveringer Friedhof

Richard Gerstl (* 14. September 1883 in Wien, Österreich-Ungarn; † 4. November 1908 ebenda) war ein österreichischer Porträt- und Landschaftsmaler.

## Leben
Richard Gerstl entstammte der wohlhabenden bürgerlichen Familie eines jüdischen Börsenmaklers. Er besuchte das Wiener Piaristengymnasium, das er wegen disziplinärer Schwierigkeiten verlassen musste. Entgegen dem Wunsch seines Vaters interessierte sich Gerstl für die bildende Kunst, dieser unterstützte seinen Sohn aber, nachdem er schon im Alter von 15 Jahren an der Akademie aufgenommen worden war. 1898 bis 1901 und dann wieder 1904 besuchte er die Wiener Akademie der bildenden Künste bei Christian Griepenkerl, eckte aber durch seine radikalen Ansichten und seine elitäre und egoistische Haltung überall an. 1900 bis 1901 studierte er bei Simon Hollósy in Nagybánya Landschaftsmalerei, danach nahm er wieder Unterricht in Wien bei Heinrich Lefler (Systematische Specialschule für Landschaftsmalerei).
Gerstl interessierte sich für Philosophie, Neurologie, Fremdsprachen, Literatur, Psychologie und Musik. Er knüpfte Beziehungen zu den Komponisten Gustav Mahler und Arnold Schönberg. Nachdem er Schönberg 1906 kennengelernt und dessen Familie gemalt hatte, entwickelte sich eine Liebesbeziehung zu dessen Frau Mathilde, von der Schönberg schon bald erfuhr. Die Freundschaft zwischen Gerstl und Schönberg, die künstlerisch fruchtbar war (Schönberg kam durch Gerstl selbst zur Malerei), wurde durch Gerstls Verhältnis zu Mathilde Schönberg, der Schwester von Alexander von Zemlinsky, zerstört. Im Sommer 1908 überraschte Schönberg die beiden in flagranti. Zwar drohte Gerstl mit Selbstmord, doch das Ehepaar Schönberg beschloss, der gemeinsamen Kinder wegen, beieinander zu bleiben. Allerdings saß Mathilde Schönberg noch wenige Tage vor seinem Tod in seinem Atelier Modell.
Im Herbst durchbohrte sich Gerstl mit einem Messer und erhängte sich vor einem Spiegel. Zuvor hatte er zahlreiche persönliche Aufzeichnungen und Gemälde verbrannt. Er wurde in einem Ehrengrab auf dem Sieveringer Friedhof (Abteilung 1, Gruppe 2, Nummer 11) bestattet.
Schönberg verarbeitete die Geschehnisse in seinem Drama mit Musik Die glückliche Hand.

## Werk
Gerstl war ein Pionier des österreichischen Expressionismus. Die Schulausstellung der Wiener Akademie vom 7. bis 14. Juli 1907 war zu Lebzeiten die einzige nachgewiesene Ausstellung seiner Werke. Er stand zum zeitgenössischen Kunstbetrieb in radikaler Opposition und lehnte diesen ab, vor allem die Kunst des Jugendstils und Gustav Klimts akzeptierte er nicht. Als junger Künstler gehörte er viele Jahre lang zum sogenannten Schönberg-Kreis, seine Nähe zur Wiener Avantgarde war augenfällig.
Durch seinen frühen Selbstmord wurde sein Werk erst in den frühen 1930er Jahren entdeckt und erst nach 1945 seine Bedeutung erkannt und geschätzt. Dennoch ist er bis heute ein unbekannter Vertreter der großen österreichischen Expressionisten geblieben. Bis heute sind 60 Gemälde und acht Zeichnungen des Künstlers bekannt geworden, die meisten sind im Leopold Museum und in der Österreichischen Galerie Belvedere in Wien zu besichtigen.
Alois Gerstl fand im Atelier seines toten Bruders Leinwände und Skizzen vor, die er jahrelang von einer Spedition einlagern ließ. 34 Gemälde wurden schließlich durch den Galeristen Otto Kallir vor der Vernichtung gerettet. Er kaufte und restaurierte sie, seine Ausstellung Richard Gerstl – ein Malerschicksal sorgte 1931 für Aufsehen. München, Berlin und Aachen waren die nächsten Stationen der Wanderausstellung. Für die österreichische Szene war er eine Schlüsselfigur, die Maler der Nachkriegszeit bis hin zu den Aktionisten ließen sich von Gerstl inspirieren. Erst ab den 80er Jahren – vor allem durch Ausstellungen zum Wien der Jahrhundertwende – wurde Gerstl in den Kanon der Kunstgeschichte aufgenommen.
Die im Kunsthaus Zug beheimatete Stiftung Sammlung Kamm verfügt über zehn Gemälde auf acht Leinwänden des Künstlers. Sie reichen von Landschaften über Gruppenbildnisse bis hin zu Porträts und Selbstporträts.

## Werke

Werkauswahl
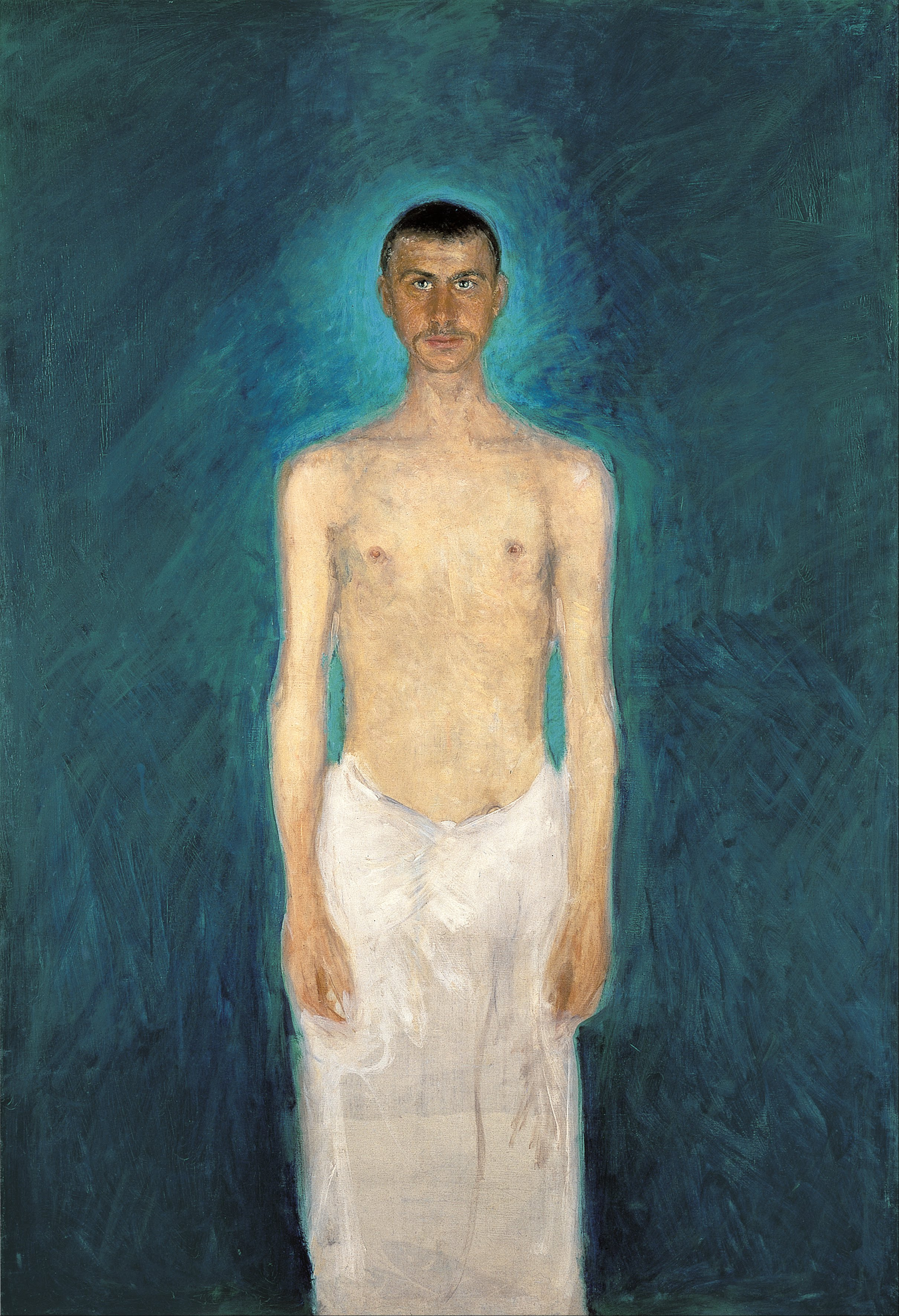
Selbstbildnis als Halbakt, 1902/04
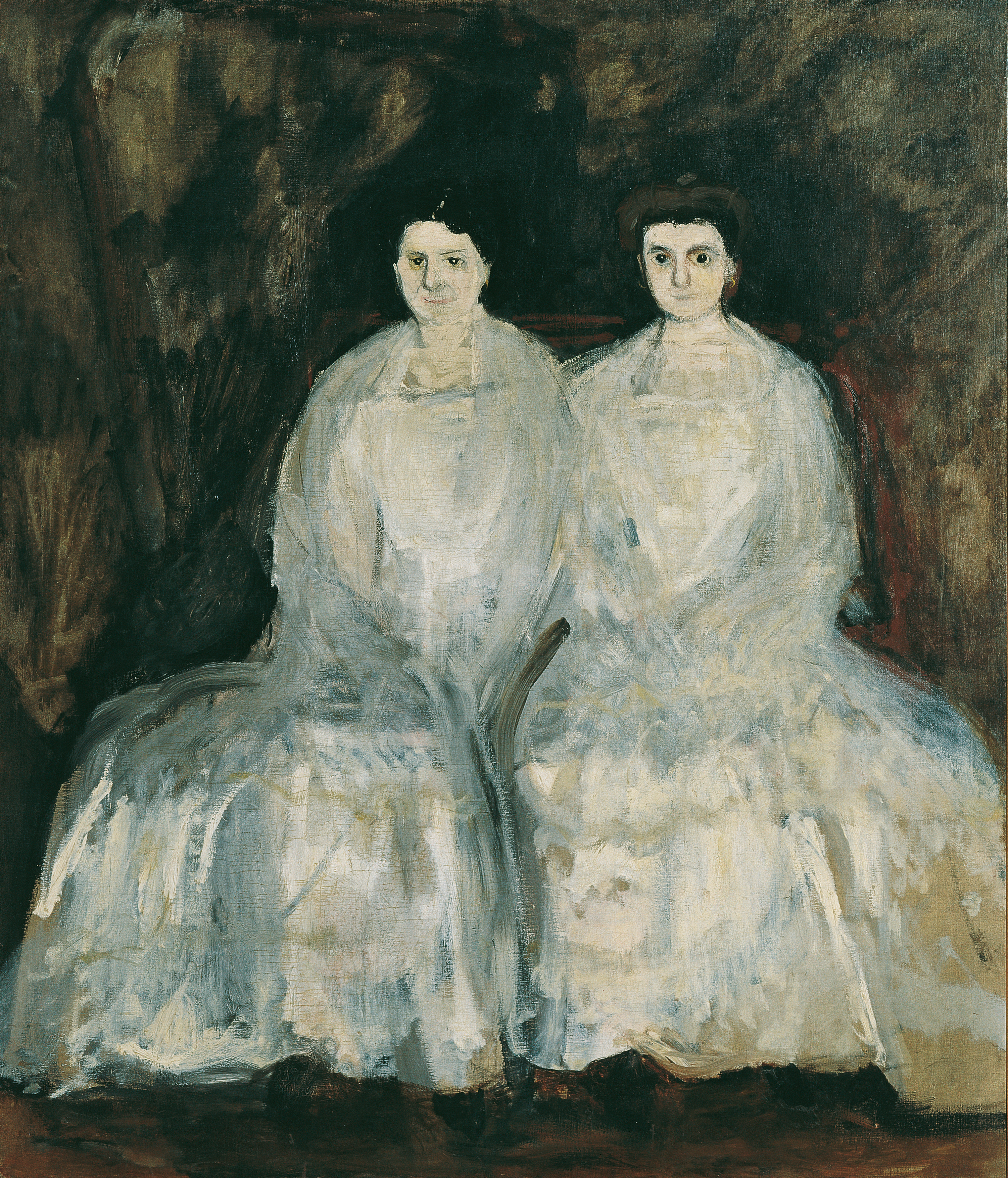
Die Schwestern Karoline und Pauline Fey, 1905
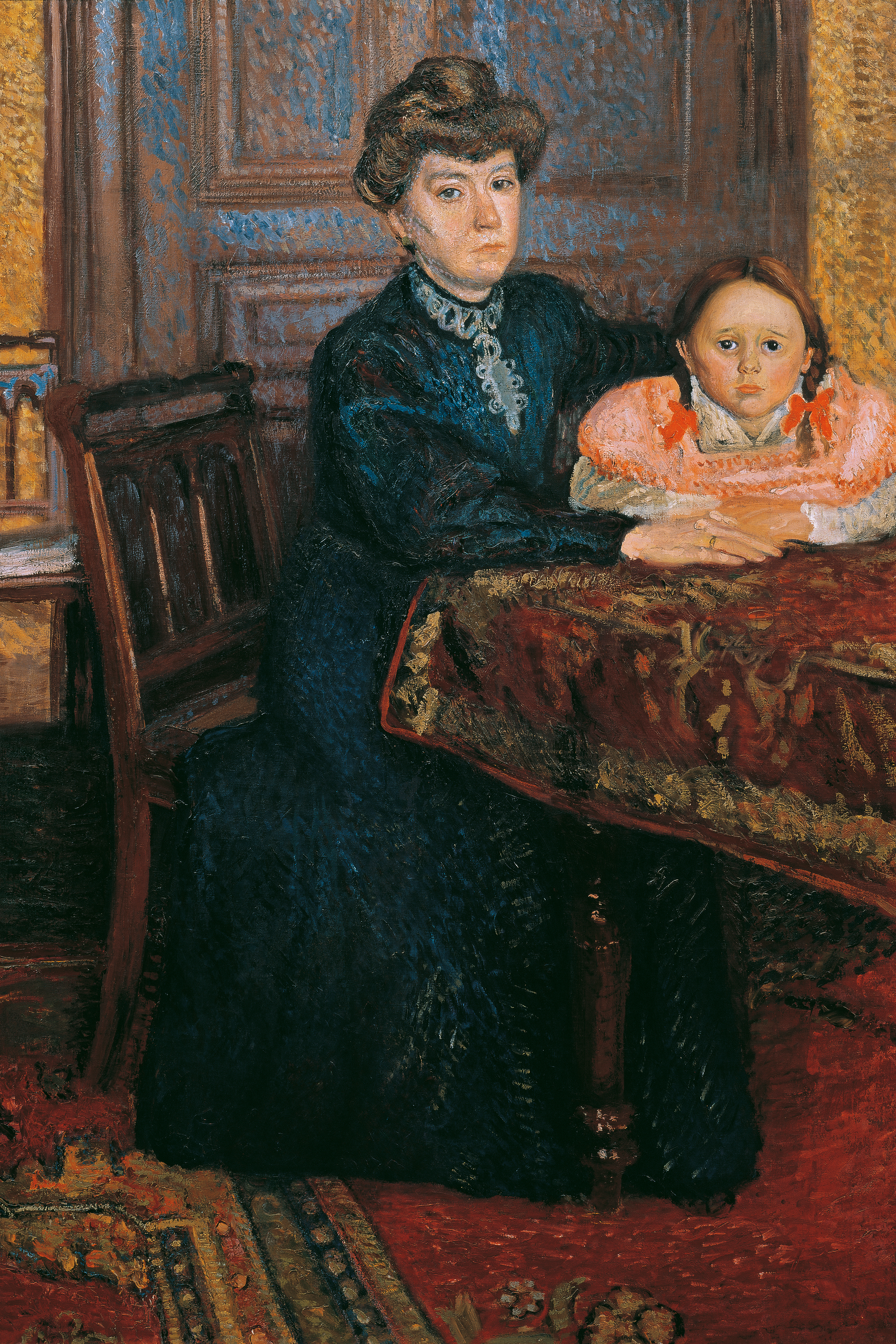
Frau mit Kind (Mathilde Schönberg mit Tochter Gertrud), 1906
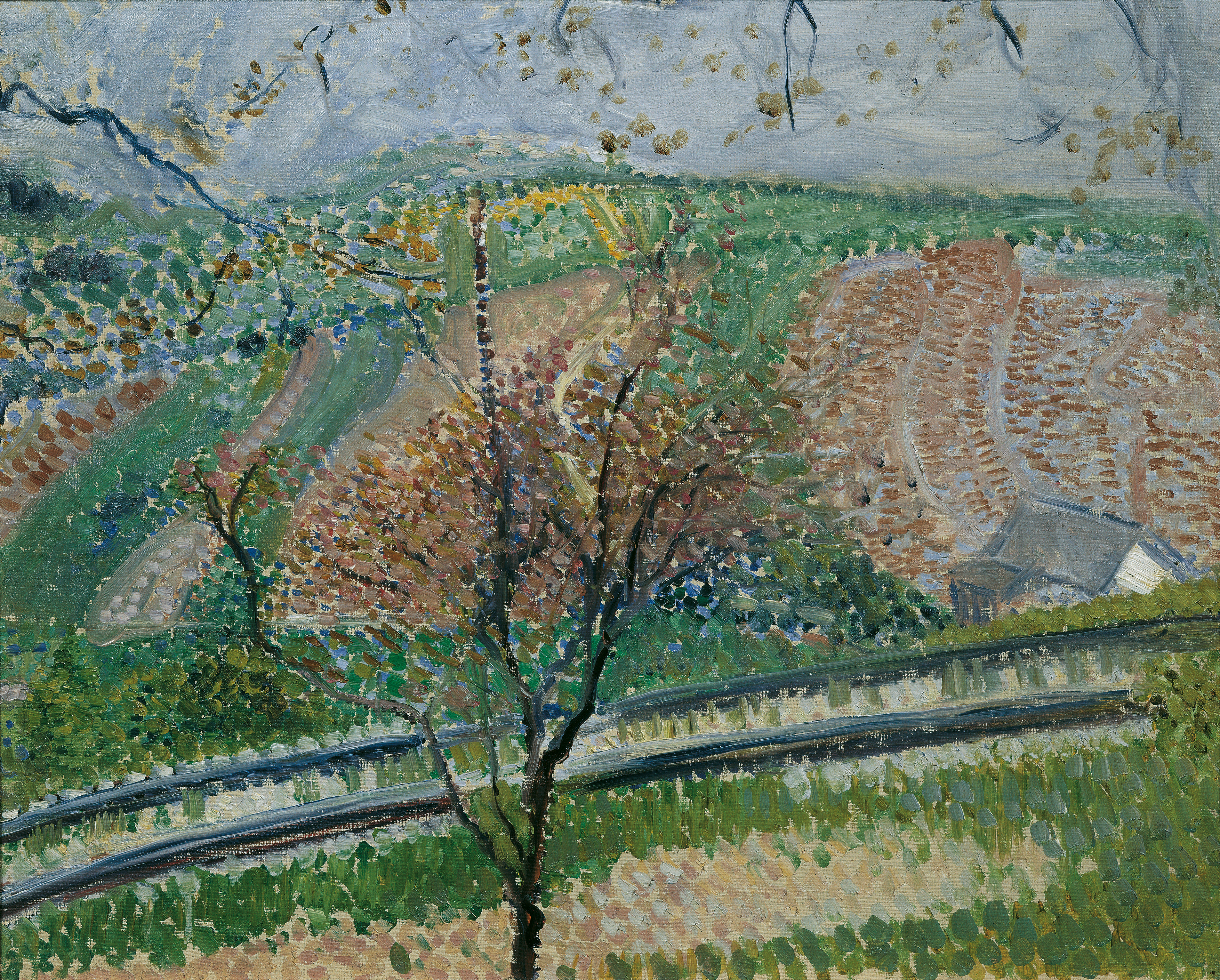
Trasse der Zahnradbahn auf den Kahlenberg, 1907
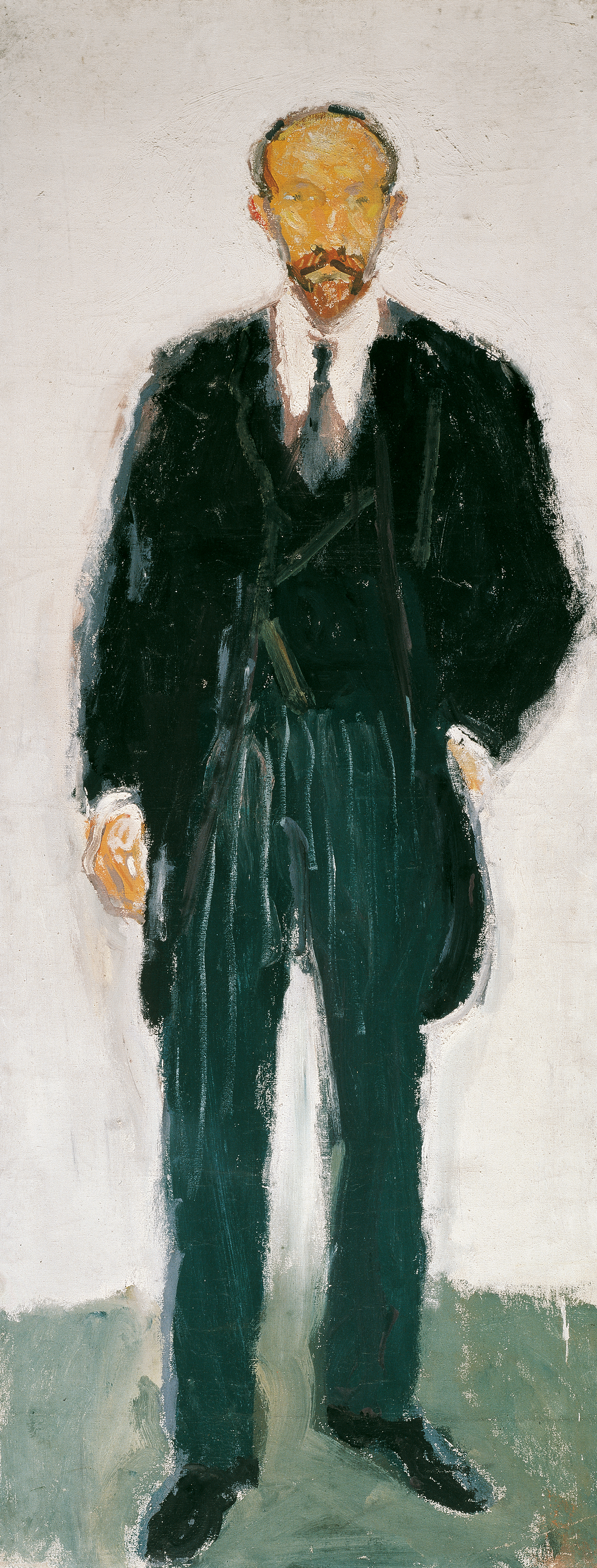
Professor Ernst Diez, vor 1907
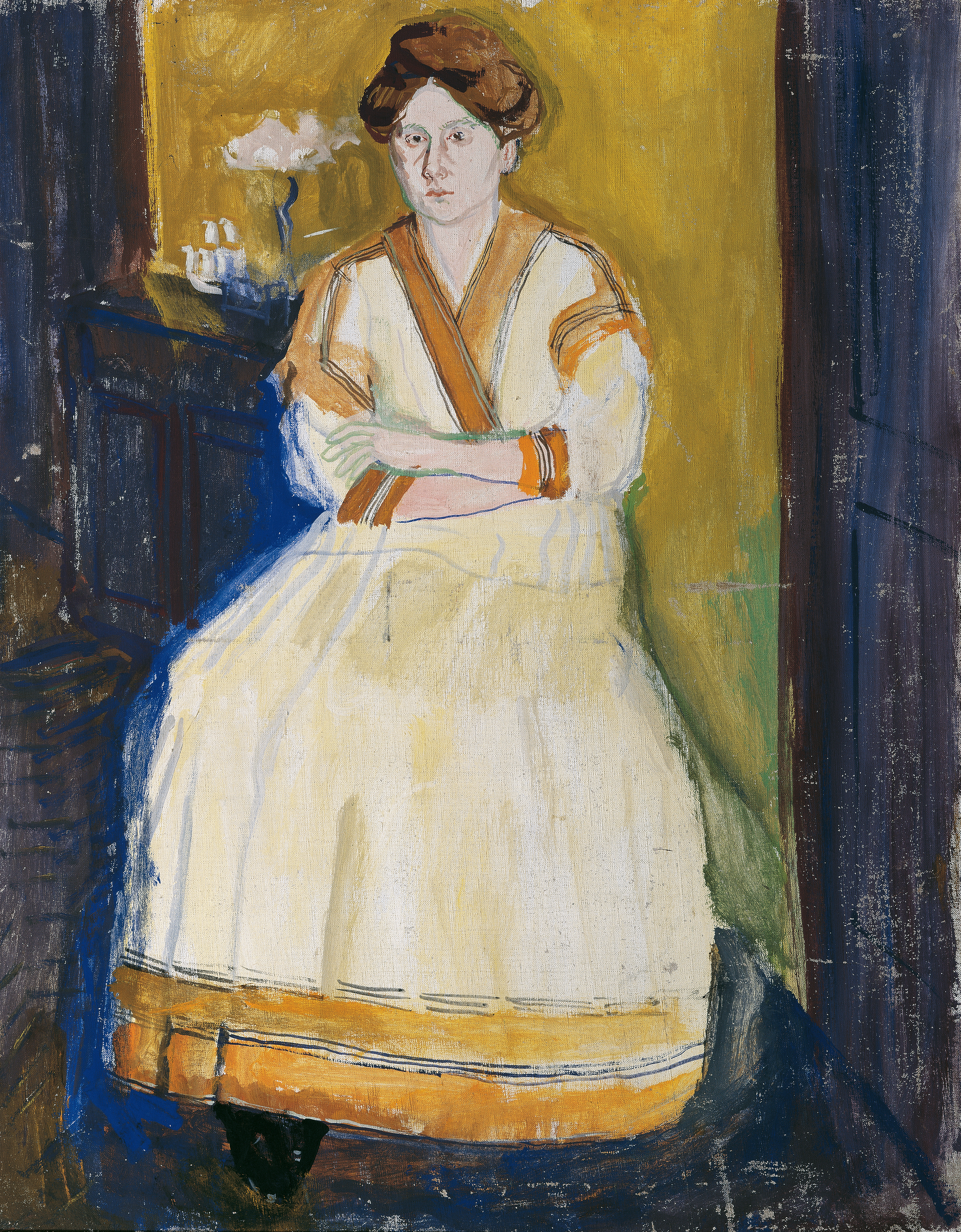
Mathilde Schönberg, vor dem Sommer 1907
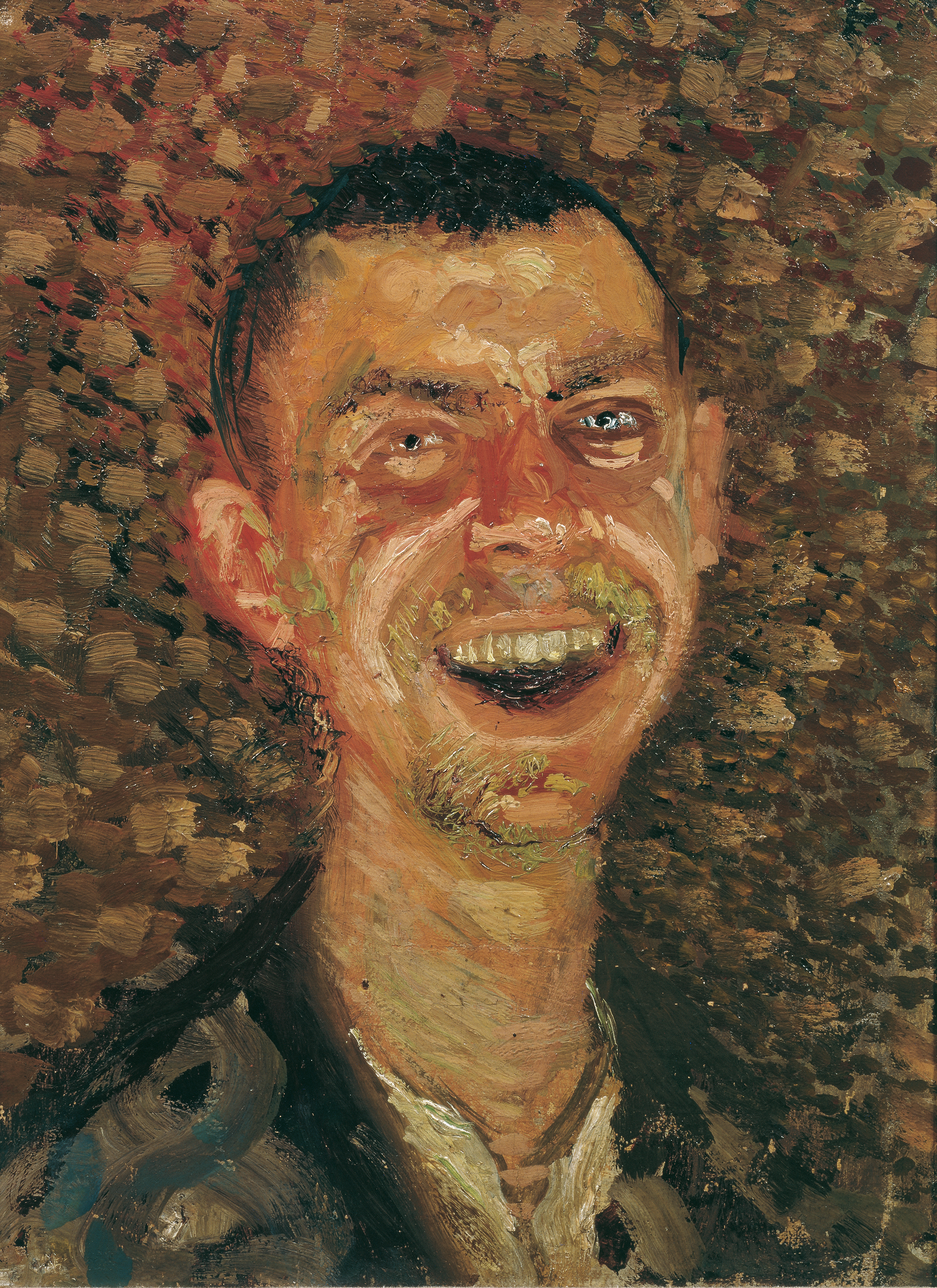
Selbstbildnis, lachend, 1908
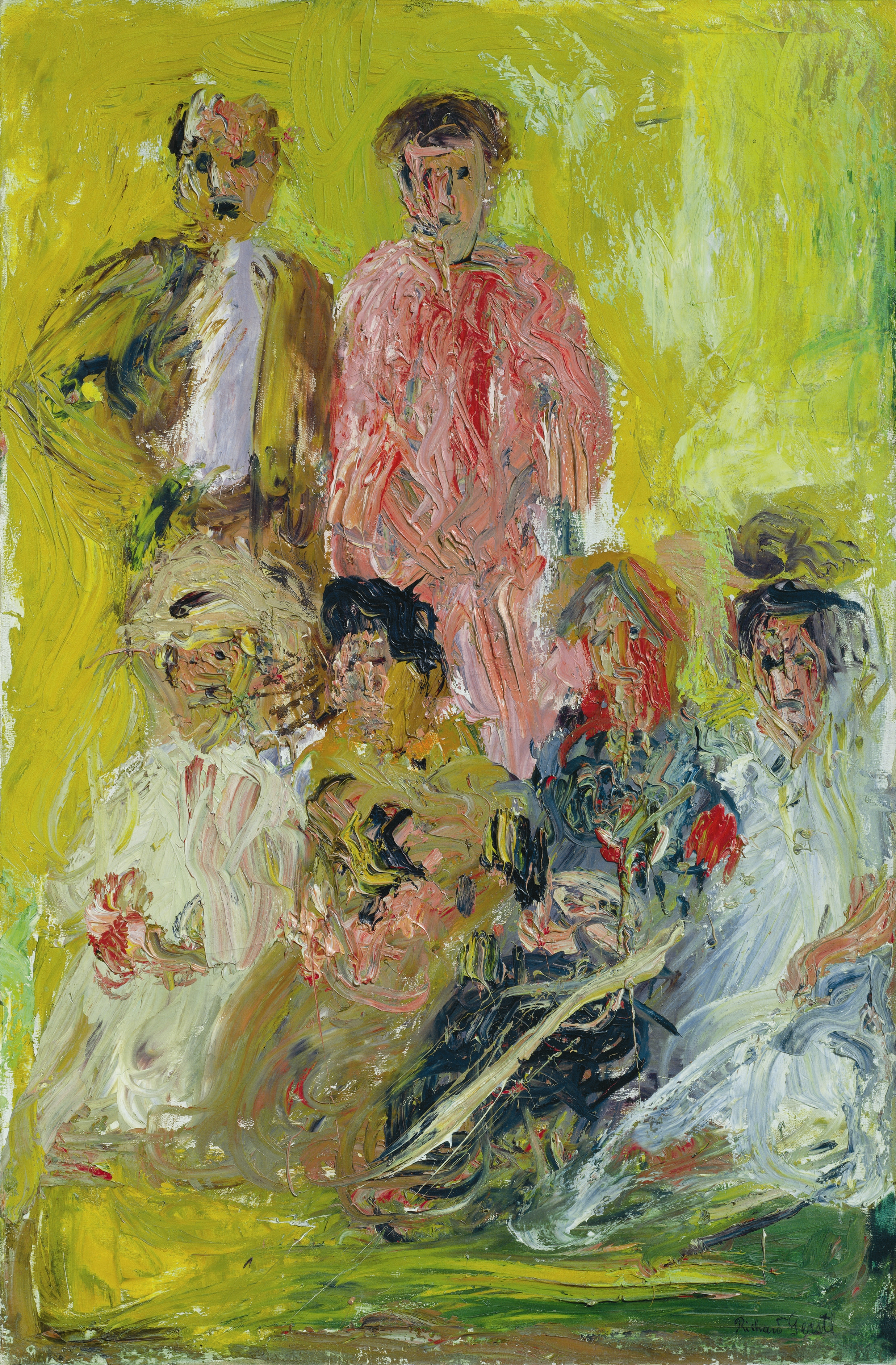
Gruppenbild mit Schönberg, 1908
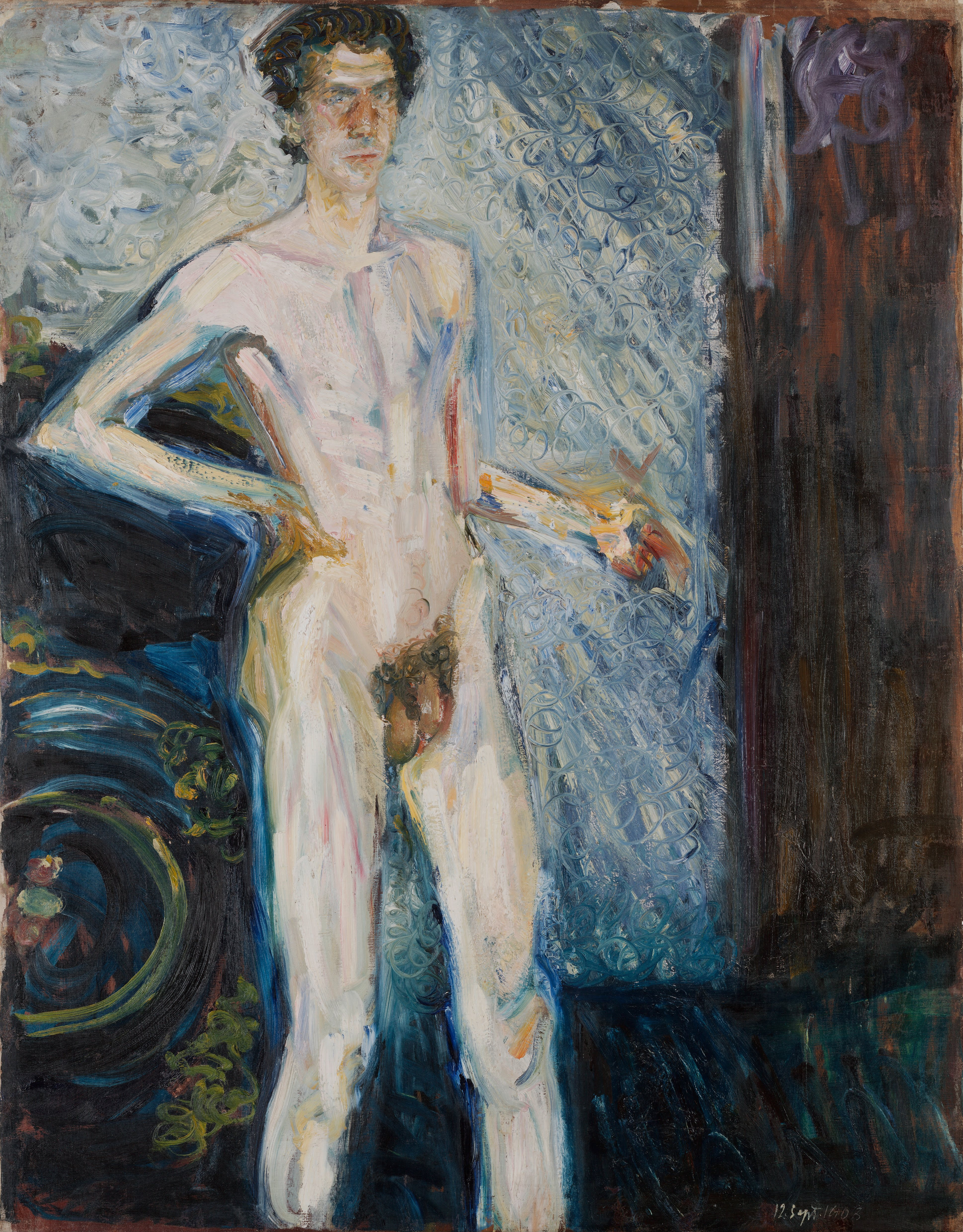
Selbstbildnis als Akt, 1908

## Ausstellungen
- Schirn Kunsthalle Frankfurt, 24. Februar bis 14. Mai 2017: Richard Gerstl Retrospektive
- Neue Galerie New York, 29. Juni bis 25. September 2017: Richard Gerstl Retrospektive
- Leopold Museum, 27. September 2019 bis 20. Jänner 2020: Richard Gerstl. Inspiration - Vermächtnis
- Kunsthaus Zug, 14. August 2022 bis 4. Dezember 2022: Richard Gerstl. Inspiration - Vermächtnis

## Trivia
Gerstl hatte ein übersteigertes Selbstwertgefühl, war arrogant gegenüber Künstlerkollegen (Klimt) und eckte auch bei seinen Lehrern an. Er bestand auf einem eigenen Atelier, als er auf Einladung eines Professors in die Systematische Specialschule für Landschaftsmalerei wechselte. Vom Ministerium für Cultus und Unterricht verlangte er eine Entschädigung, als keines seiner Bilder in einer Schulausstellung gezeigt wurde. Er sah sich „von der Concurrenz um den Specialschulpreis ausgeschlossen“.